# IAR 95
IAR 95 je bil romunski 
projekt nadzvočnega večnamenskega lovca. S projektom so začeli v 1970ih in ga preklicali leta 1981. Kmalu zatem so projekt ponovno zagnali in ga dokončno preklicali leta 1988 zaradi pomanjkanja sredstev. Zgradili so samo manjši model.
Romunija je razmišljala tudi o sodelovanju z Jugoslavijo. Vendar je Jugoslavija zavrnila, ker je razvija svoj lovec z imenom Novi Avion.

## Tehnične specifikacije
Okvirne specifikacije
Podatki iz IAR 95 specifications
Splošne karakteristike
- Posadka: 1 ali 2
- Dolžina: 16 m (52 ft 6 in)
- Razpon kril: 9,3 m (30 ft 6 in)
- Višina: 5,45 m (17 ft 11 in)
- Površina kril: 27,9 m² (300,3 ft²)
- Teža praznega letala: 7880 kg (17372 lb)
- Maks. vzletna teža: 15200 kg (33510 lb)
- Pogon letala: 1 × Tumansky R-29-300 turboreaktivni z dodatnim zgorevanjem
  - Potisk motorjev (suh): 81,4 kN (18300 lbf)
  - Potisk motorjev z dodatnim zgorevanjem: 122kN (27500 lbf)

 Zmogljivost 
Oborožitev

- 3200 kg (7055 lb) skupnega tovora